# Вордел (Мисури)
Вордел (енгл. Wardell) град је у америчкој савезној држави Мисури.

## Демографија
По попису из 2010. године број становника је 427, што је 149 (53,6%) становника више него 2000. године.
| Група             | 2000.       | 2010.       |
| Белци             | 260 (93,5%) | 405 (94,8%) |
| Афроамериканци    | 12 (4,3%)   | 15 (3,5%)   |
| Азијати           | 0 (0,0%)    | 0 (0,0%)    |
| Хиспаноамериканци | 6 (2,2%)    | 3 (0,7%)    |
| Укупно            | 278         | 427         |